# Baby, The Stars Shine Bright
Baby, The Stars Shine Bright (jap. 株式会社　ベイビー、ザ スターズ シャイン ブライト Kabushiki-gaisha Beibī, Za Sutāzu Shain Buraito) (skracane do „Baby” lub „BTSSB”) – japońska sieć butików założona w 1988 roku przez Akinoriego Isobe i jego żonę Fumiyo. Główny dom mody jest zlokalizowany w tokijskiej dzielnicy Shibuya. Baby, The Stars Shine Bright specjalizuje się w produkcji i sprzedaży ubrań w stylu lolita fashion. Firma zajmuje się głównie projektowaniem strojów w podgatunku sweet lolita. Butiki Baby, The Stars Shine Bright znajdują się głównie w Japonii. Dwa zostały otworzone poza granicami kraju: pierwszy w Paryżu, a drugi w San Francisco. W 2012 roku sieć sklepów One Day in Paradise została australijskim dystrybutorem marek modowych Baby, the Stars Shine Bright oraz Alice and the Pirates.

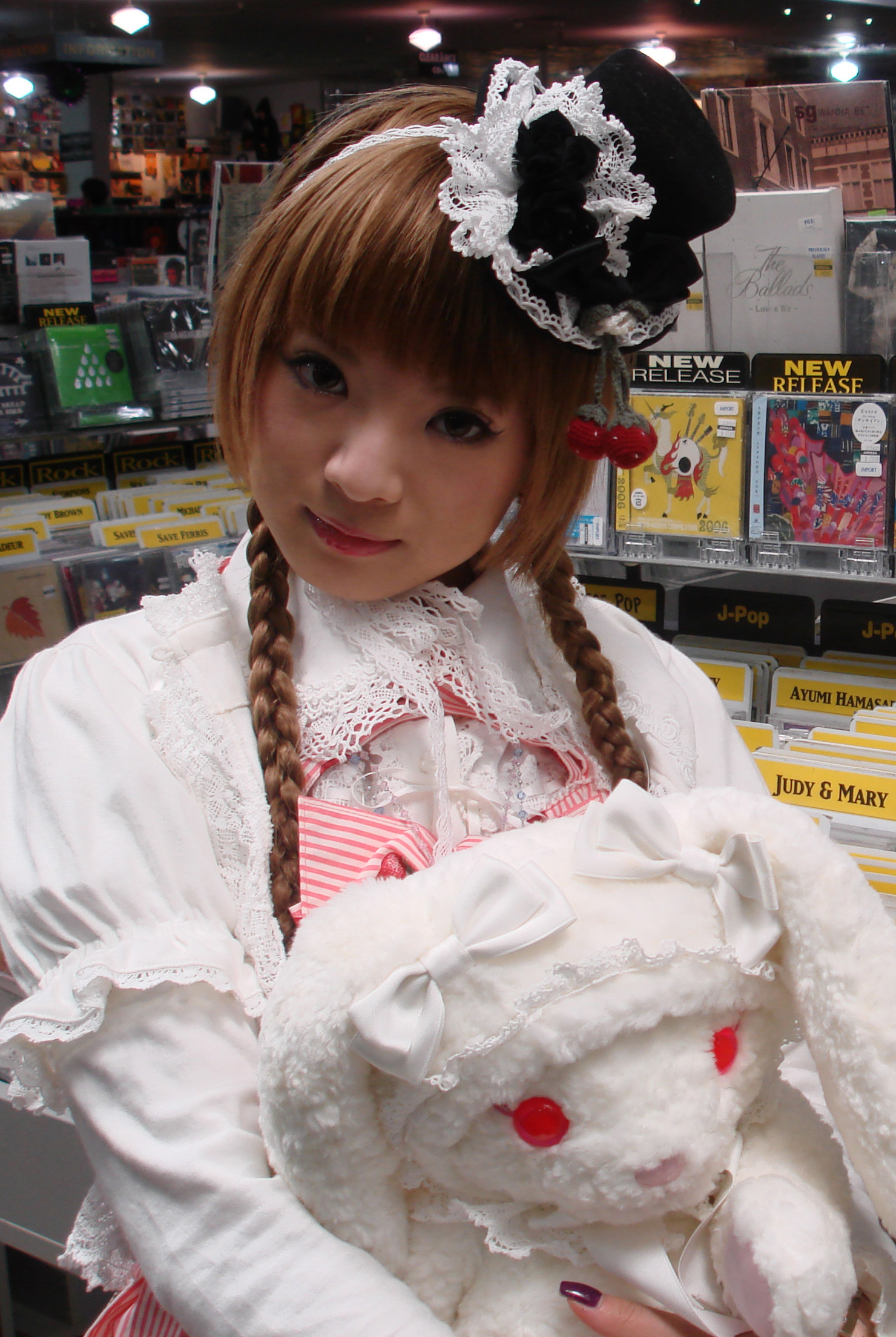
Nana Kitade ubrana w stylu sweet lolita, trzymająca w rękach usakumya - sztandarową maskotkę firmy Baby, The Stars Shine Bright

Nazwa firmy pochodzi od tytułu trzeciego albumu angielskiego zespołu Everything but the Girl.